# جرذ غينيا الجديدة
جرذ غينيا الجديدة (الاسم العلمي: Rattus novaeguineae) (بالإنجليزية: Papua New Guinea Rat)‏ هو نوع من الحيوانات يتبع جنس الجرذ من الفصيلة الفأرية.